# Velký Újezd (Chorušice)
Velký Újezd je vesnice, část obce Chorušice v okrese Mělník. Nachází se asi 3,5 km na severozápad od Chorušic. Prochází zde silnice II/274. Je zde evidováno 103 adres. Trvale zde žije 194 obyvatel.
Velký Újezd leží v katastrálním území Velký Újezd u Chorušic o rozloze 5,64 km2.

## Další fotografie

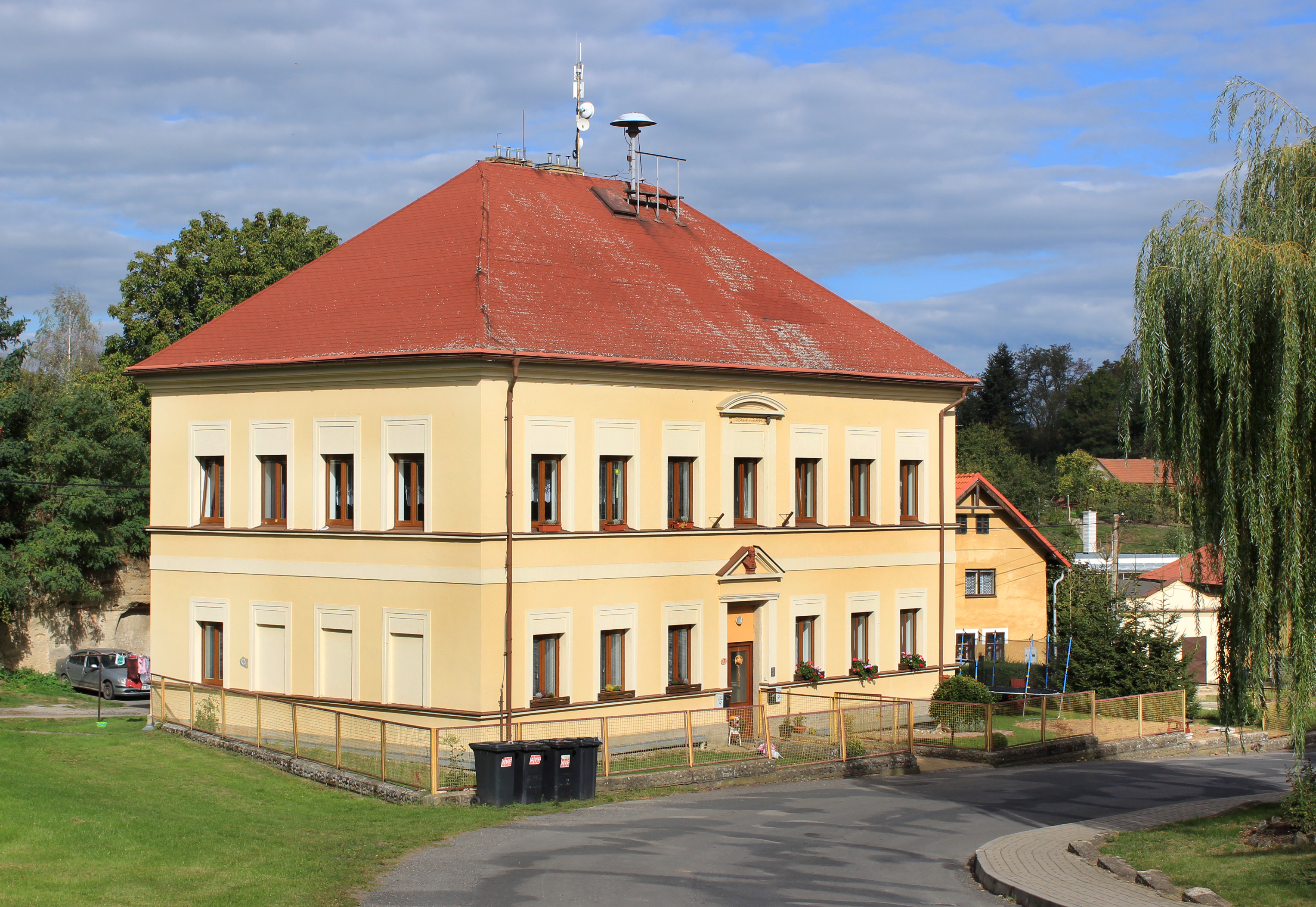
Bývalá škola
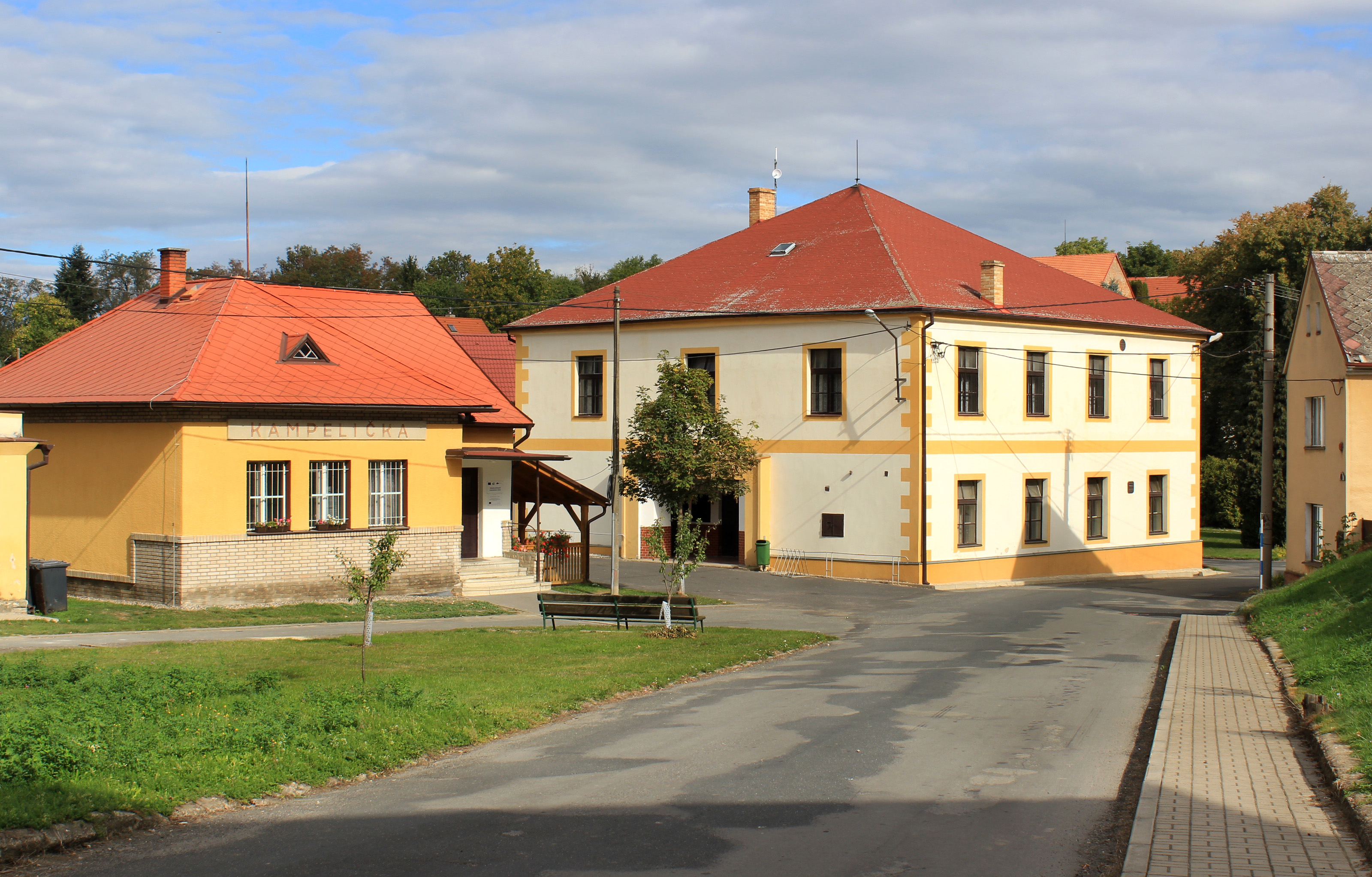
Restaurace (vpravo) a bývalá kampelička
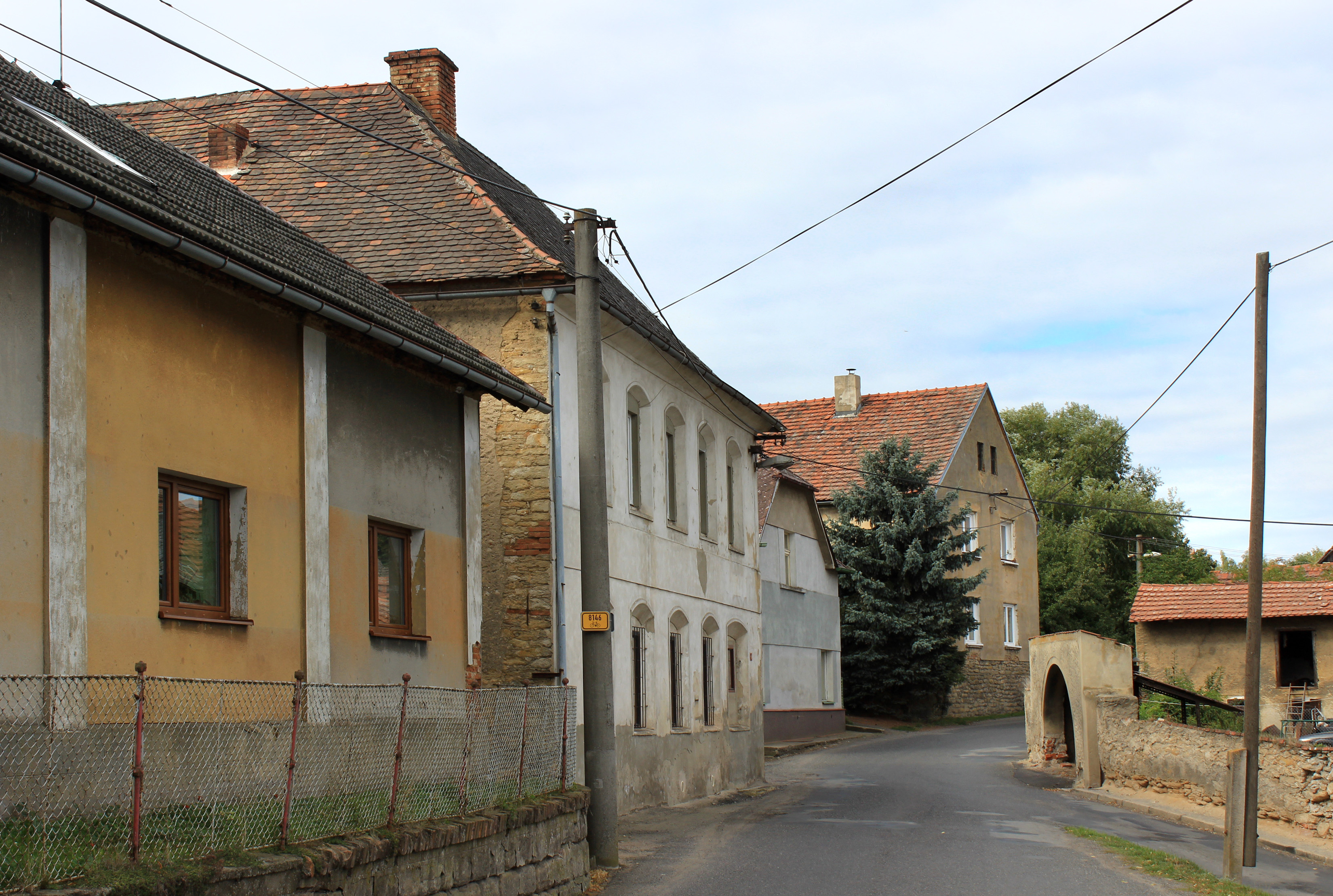
Silnice II. třídy 274
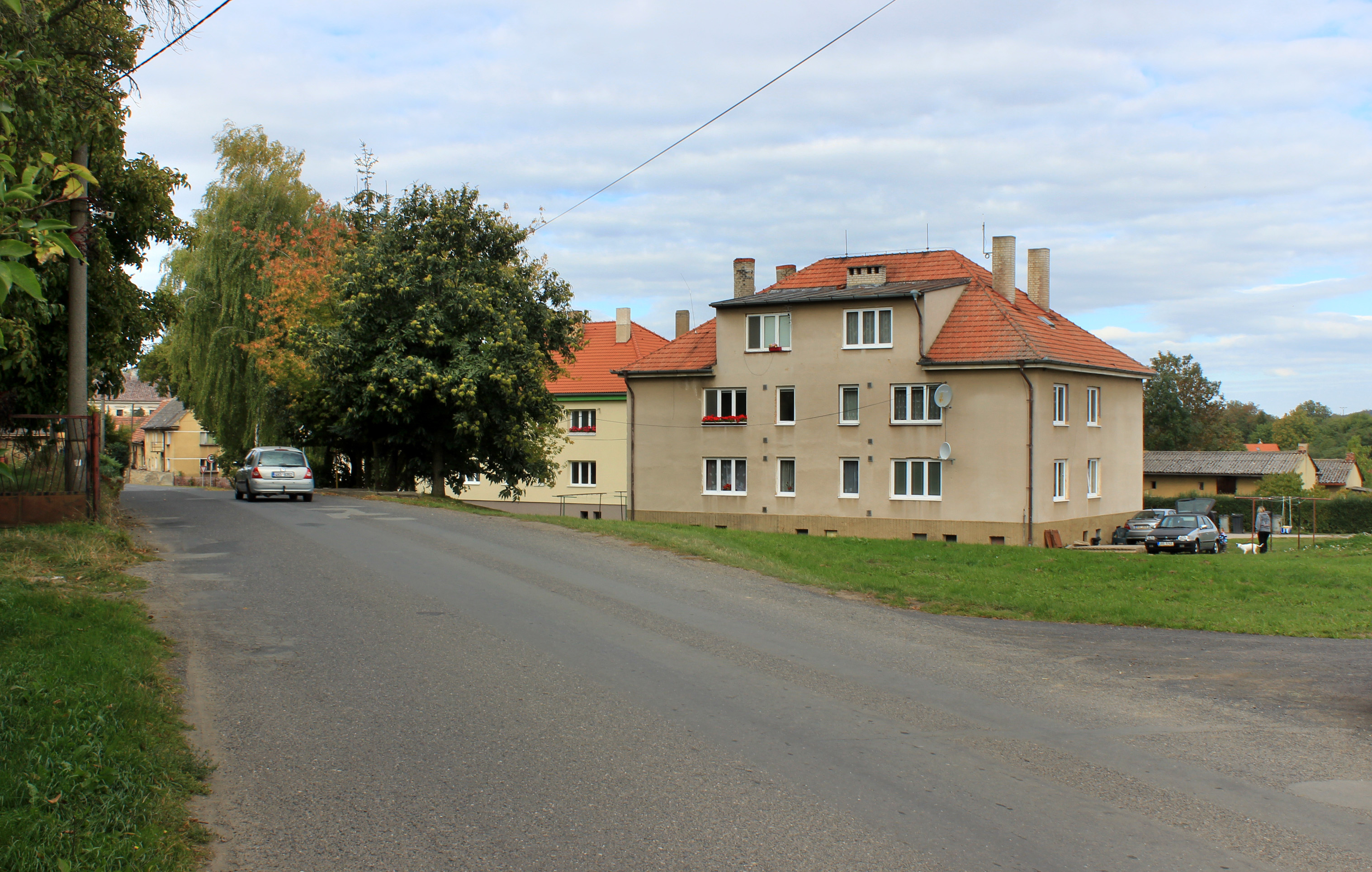
Bytovky na východě vesnice